# Karlovica
Karlovica – wieś w Słowenii, w gminie Velike Lašče. W 2018 roku liczyła 36 mieszkańców.